# كانغ شي
الإمبراطور كانغ شي (ويد-جيلز: الإمبراطور كانغ-شي؛ (البينيين: Kāngxīdì)؛ اسم المعبد: (ويد-جيلز: تشينغ شينغ-تسو؛ ()) ؛ مانشو: (Manchu) elhe taifin hūwangdi؛ مواليد 4 من مايو 1654م–20 من ديسمبر 1722م) كان رابع إمبراطور من أسرة تشينغ، وأول من يولد على أرض الصين جنوب الممر (بكين) وثاني إمبراطور من مملكة تشينغ يحكم الصين الداخلية، من 1661م إلى 1722م.
وقد حكم كانغ شي لمدة 61 عامًا مما يجعله أطول إمبراطور يحكم الصين في التاريخ (بالرغم من أن حفيده، الإمبراطور تشيان لونغ، حظي بأطول فترة من حكم الأمر الواقع) وواحدًا من أطول الحكّام حكمًا في العالم. إلا أنه جلس على العرش في عمر التاسعة وبالتالي لم يصبح الحاكم الفعلي إلا بعد ذلك، إذ تتابع على شغل دور الحاكم الفعلي لمدة ست سنوات أربعة أوصياء على العرش وجدته الإمبراطورة العظمى الأرملة شياو تشوانغ.
ويُعد كانغ شي أحد أعظم أباطرة الصين. وقد قمع ثورة الفيوداتوريز الثلاثة، وأجبر مملكة تونغنينغ في تايوان على الخضوع لحكم مملكة تشينغ، وقضى على روسيا القيصرية على نهر آمور ووسع حدود الإمبراطورية في الشمال الغربي. كما أن لكانغ شي أيضًا إنجازات أدبية مثل إتمام قاموس كانغ شي (Kangxi Dictionary)
وقد حقق حكم كانغ شي استقرارًا طويل الأجل، وثراءً نسبيًا بعد سنوات من الحرب والفوضى. وبدأت الفترة التي تُعرف "بحقبة رخاء كانغ شي وتشيان لونغ"، التي استمرت لأجيالٍ بعد مماته. وبنهاية فترة حكمه، سيطر إمبراطور مملكة تشينغ على كل من الصين الداخلية، وتايوان، ومنشوريا، وجزء من الشرق الأقصى الروسي (منشوريا الخارجية)، وكل من الداخلية ومنغوليا الخارجية، والتبت الداخلية، ومملكة جوسون الكورية التي فرض عليها وصايته.
منح الصين سنوات من السلام والتقدم، وشجَّع التطور الداخلي. كما نظم مجموعة لحفظ وترميم النصوص الصينية التقليدية القديمة، ودبَّر جمع نصوص كلاسيكية صينية، ورعى الفنانين، والعلماء والصُنَّاع، والمهنيين، ومدَّ بالمعونة الكبيرة مصانع الخزف الصيني المعروفة باسم مصانع تتشن في أعمال البورسلين . وكانت حروبه التوسعية لضم الأراضي والبلدان المجاورة له سريعة وناجحة . وكانت التبت من البلدان التي استولى عليها. وكان قد عمل على كبح النشاطات التبشيرية المسيحية.

## وصلات خارجية
- كانغ شي على موقع الموسوعة البريطانية (الإنجليزية)